# Lexie Liu
Lexie Liu, també coneguda com a Liu Boxin (xinès simplificat: 柏辛; pinyin: Liú Bóxīn; nascuda el 21 de desembre de 1998 a Changsha, Xina) és una cantant, rapera i compositora xinesa. El 2015, va participar a K-pop Star 5, una sèrie de competicions de la televisió sud-coreana on tres agències d'entreteniment feren una audició mundial per tal de trobar possibles estrelles de K-Pop. En l'esmentada competició va quedar en quart lloc. Al juliol de 2018, va participar a The Rap of China i va obtenir, també, el quart lloc. Al novembre, va publicar la cançó Sleep Away. El febrer de 2019, Liu va publicar el seu EP debut 2030 als Estats Units amb vuit senzills inclosos Outta Time, juntament amb l'artista Killy, Love and Run, Hat Trick i Nada. Al setembre es va publicar el senzill Ok, Ok, Ok i l'any 2020 va participar en la cançó More del grup virtual de K-Pop, K/DA, de Riot Games.

## Carrera
Durant el gener de 2017 va publicar el seu primer senzill original, Coco Made Me Do It, que va aconseguir més de 5 milions de visualitzacions. El febrer de 2017 va actuar al festival de música SXSW, un dels festivals de música més grans del món, que va portar la música pop xinesa al públic nord-americà. El gener de 2018, va compondre una cançó anomenada Role per a Li Yifeng, un ídol, cantant i actor popular xinès. El juliol de 2018, Liu va participar al programa televisiu The Rap of China i va accedir a la ronda final amb la cançó Mulan i, finalment, va guanyar el quart lloc.
Mentre competia a The Rap of China, Liu va signar amb el segell americà 88rising. Al novembre, va llançar la cançó Sleep Away del seu proper EP 2030, que anteriorment s'havia publicat a la Xina. El portal The Fader va anomenar la cançó com una de les "10 cançons que necessites a la teva vida". La web Nylon ho va incloure com a "Millors llançaments musicals de la setmana"; i Refinery29 van dir que "les seves oïdes es trobaven sobre Lexie". El 18 de desembre de 2018, Liu va llançar el seu nou senzill Nada amb influència ciberpunk, amb un vídeo musical de temàtica futurista.
Nada també va fer la seva aparició a "Best Of the Week" d'Apple Music un cop va ser publicada. Al febrer de 2019, Liu va llançar el seu EP debut 2030 als Estats Units, que incloïa dos nous senzills: Outta Time amb Killy i Love and Run. El 28 d'octubre de 2020, Liu va donar veu a Seraphine al grup virtual de K-pop de Riot Games, K/DA, en la seva nova cançó More.